# 341 v. Chr.
Portal Geschichte | Portal Biografien | Aktuelle Ereignisse | Jahreskalender | Tagesartikel

◄ |
5. Jahrhundert v. Chr. |
4. Jahrhundert v. Chr. |
3. Jahrhundert v. Chr. |
►

◄ | 360er v. Chr. | 350er v. Chr. | 340er v. Chr. | 330er v. Chr. |
320er v. Chr. |
►

◄◄ | ◄ | 344 v. Chr. | 343 v. Chr. | 342 v. Chr. | 341 v. Chr. |
340 v. Chr. |
339 v. Chr. |
338 v. Chr. |
► |
►►

## Ereignisse

### Östliches Mittelmeer
- Bei seinem Feldzug in Thrakien stößt Philipp II. von Makedonien bis nach Odessos (heute: Warna) an der Schwarzmeer-Küste vor.
- Die Athener gewinnen das zuvor von den Makedoniern eroberte Eretria auf Euböa zurück. Der Tyrann von Eretria, Kleitarchos, wird durch den athenischen Feldherren Phokion vertrieben.

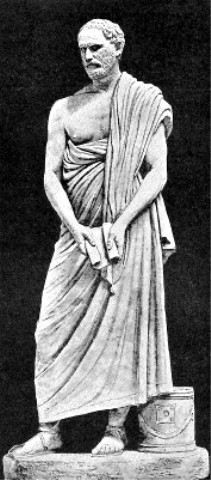
Demosthenes

- Letzte der überlieferten Reden des Demosthenes gegen Philipp II. (Philippika).

### Westliches Mittelmeer
- Der Erste Samnitenkrieg endet: Capua bleibt römisch, die Sidiciner Verbündete der Samniten.

### Nubien
- April: Der im Vorjahr nach Nubien geflohene ehemalige ägyptische Herrscher Nektanebos II. wird letztmals urkundlich erwähnt.

## Geboren
- um 341 v. Chr.: Epikur, griechischer Philosoph († ca. 270 v. Chr.)

## Gestorben
- Hermias von Atarneus, Tyrann in Kleinasien